# Lijst van monumenten in Scharloo
Onderstaande tabel geeft een overzicht van de monumenten in Willemstad op Curaçao in Scharloo. De objecten worden getoond zoals deze zijn geregistreerd in het register, inclusief onderdelen van een kandidaat met nummer.
| Objectnummer   | Omschrijving                      | Plaats     | Wijk          | Adres                           | Coördinaten                                   | Bouwjaar | Afbeelding                    |
| -------------- | --------------------------------- | ---------- | ------------- | ------------------------------- | --------------------------------------------- | -------- | ----------------------------- |
| 520124.162     | Vrijstaand pand                   | Willemstad | Scharloo / SO | Scharlooweg 162                 |                                               |          | Upload foto                   |
| 520124.164     | Vrijstaand pand                   | Willemstad | Scharloo / SO | Scharlooweg 164                 |                                               |          | Upload foto                   |
| 520124.172-174 | 'La Maravilla'                    | Willemstad | Scharloo / SO | Scharlooweg 172-174             |                                               |          | Upload foto                   |
| 530201.6       |                                   | Willemstad | Scharloo / SW | Werfstraat 6                    |                                               |          | Upload foto                   |
| 530201.8       | Vrijstaand pand                   | Willemstad | Scharloo / SW | Werfstraat 8                    |                                               |          | Upload foto                   |
| 530202.12      | Vrijstaand pand                   | Willemstad | Scharloo / SW | Van den Brandhofstraat 12       |                                               |          | Upload foto                   |
| 530202.6       | 'Villa Maria'                     | Willemstad | Scharloo / SW | Van den Brandhofstraat 6        |                                               |          | Upload foto                   |
| 530202.8       | Half-vrijstaand pand              | Willemstad | Scharloo / SW | Van den Brandhofstraat 8        |                                               |          | Upload foto                   |
| 530202.9-10    | Half-vrijstaande panden           | Willemstad | Scharloo / SW | Van den Brandhofstraat 9-10     |                                               |          | Upload foto                   |
| 530203.2A-4    | Vrijstaande panden                | Willemstad | Scharloo / SW | Van Raderstraat 2A-4            |                                               |          | Upload foto                   |
| 530203.6-18    | Vrijstaande panden                | Willemstad | Scharloo / SW | Van Raderstraat 6-18            |                                               |          | Upload foto                   |
| 530203.9-23    |                                   | Willemstad | Scharloo / SW | Van Raderstraat 9-23            |                                               |          | Upload foto                   |
| 530204.30      |                                   | Willemstad | Punda         | Bitterstraat 30                 |                                               |          | Upload foto                   |
| 530205.24-26   | Vrijstaande panden                | Willemstad | Scharloo / SW | Bargestraat 24-26               |                                               |          | Upload foto                   |
| 530205.28      | Vrijstaand pand                   | Willemstad | Scharloo / SW | Bargestraat 28                  |                                               |          | Upload foto                   |
| 530206.10      | Half-vrijstaand pand              | Willemstad | Scharloo / SW | Boldinghstraat 10               |                                               |          | Upload foto                   |
| 530206.12-16   | Half-vrijstaande panden           | Willemstad | Scharloo / SW | Boldinghstraat 12-16            |                                               |          | Upload foto                   |
| 530207.100     | Vrijstaand pand                   | Willemstad | Scharloo / SO | Scharlooweg 100                 |                                               |          | Upload foto                   |
| 530207.102     | Vrijstaand pand                   | Willemstad | Scharloo / SO | Scharlooweg 102                 |                                               |          | Upload foto                   |
| 530207.104     | Vrijstaand pand                   | Willemstad | Scharloo / SO | Scharlooweg 104                 |                                               |          | Upload foto                   |
| 530207.106     | Vrijstaand pand                   | Willemstad | Scharloo / SO | Scharlooweg 106                 |                                               |          | Upload foto                   |
| 530207.11      | Vrijstaand pand                   | Willemstad | Scharloo / SW | Scharlooweg 11                  |                                               |          | Upload foto                   |
| 530207.13      | Petit Trianon                     | Willemstad | Scharloo / SW | Scharlooweg 13                  |                                               |          | Upload foto                   |
| 530207.130     | Vrijstaand pand                   | Willemstad | Scharloo / SO | Scharlooweg 130                 |                                               |          | Upload foto                   |
| 530207.17      | Vrijstaand pand                   | Willemstad | Scharloo / SO | Scharlooweg 17                  |                                               |          | Upload foto                   |
| 530207.19      | 'Hogar Santa Luisa'               | Willemstad | Scharloo / SO | Scharlooweg 19                  |                                               |          | Upload foto                   |
| 530207.20      | Vrijstaand pand                   | Willemstad | Scharloo / SW | Scharlooweg 20                  |                                               |          | Upload foto                   |
| 530207.21      | Vrijstaand pand                   | Willemstad | Scharloo / SO | Scharlooweg 21                  |                                               |          | Upload foto                   |
| 530207.25      | Vrijstaand pand                   | Willemstad | Scharloo / SO | Scharlooweg 25                  |                                               |          | Upload foto                   |
| 530207.27      | Vrijstaand pand                   | Willemstad | Scharloo / SO | Scharlooweg 27                  |                                               |          | Upload foto                   |
| 530207.29      | Vrijstaand pand                   | Willemstad | Scharloo / SO | Scharlooweg 29                  |                                               |          | Upload foto                   |
| 530207.2A      | Half-vrijstaand pand              | Willemstad | Scharloo / SW | Scharlooweg 2A                  |                                               |          | Upload foto                   |
| 530207.31      | Vrijstaand pand                   | Willemstad | Scharloo / SO | Scharlooweg 31                  |                                               |          | Upload foto                   |
| 530207.33      | 'Villa San Ramon'                 | Willemstad | Scharloo / SO | Scharlooweg 33                  |                                               |          | Upload foto                   |
| 530207.35      | Vrijstaand pand                   | Willemstad | Scharloo / SO | Scharlooweg 35                  |                                               |          | Upload foto                   |
| 530207.37      | Vrijstaand pand                   | Willemstad | Scharloo / SO | Scharlooweg 37                  |                                               |          | Upload foto                   |
| 530207.39      | Vrijstaand pand                   | Willemstad | Scharloo / SO | Scharlooweg 39                  |                                               |          | Upload foto                   |
| 530207.41      | Vrijstaand pand                   | Willemstad | Scharloo / SO | Scharlooweg 41                  |                                               |          | Upload foto                   |
| 530207.4-10    | Vrijstaande panden                | Willemstad | Scharloo / SW | Scharlooweg 4-10                |                                               |          | Upload foto                   |
| 530207.43-49   | 'Swaen'                           | Willemstad | Scharloo / SO | Scharlooweg 43-49               |                                               |          | Upload foto                   |
| 530207.5       | Vrijstaand pand                   | Willemstad | Scharloo / SW | Scharlooweg 5                   |                                               |          | Upload foto                   |
| 530207.51      | Vrijstaand pand                   | Willemstad | Scharloo / SO | Scharlooweg 51                  |                                               |          | Upload foto                   |
| 530207.52-54   | Vrijstaande panden                | Willemstad | Scharloo / SW | Scharlooweg 52-54               |                                               |          | Upload foto                   |
| 530207.53      | 'Blue Heaven'                     | Willemstad | Scharloo / SO | Scharlooweg 53                  |                                               |          | Upload foto                   |
| 530207.55      | 'Beau Séjour'                     | Willemstad | Scharloo / SO | Scharlooweg 55                  |                                               |          | Upload foto                   |
| 530207.61      | Vrijstaand pand                   | Willemstad | Scharloo / SO | Scharlooweg 61                  |                                               |          | Upload foto                   |
| 530207.64-66   | Vrijstaande panden                | Willemstad | Scharloo / SW | Scharlooweg 64-66               |                                               |          | Upload foto                   |
| 530207.68      | Vrijstaand pand                   | Willemstad | Scharloo / SW | Scharlooweg 68                  |                                               |          | Upload foto                   |
| 530207.7       | Vrijstaand pand                   | Willemstad | Scharloo / SW | Scharlooweg 7                   |                                               |          | Upload foto                   |
| 530207.70      | Vrijstaand pand                   | Willemstad | Scharloo / SW | Scharlooweg 70                  |                                               |          | Upload foto                   |
| 530207.72-76   | 'La Maria'                        | Willemstad | Scharloo / SW | Scharlooweg 72-76               |                                               |          | Upload foto                   |
| 530207.86-88   | Vrijstaande panden                | Willemstad | Scharloo / SO | Scharlooweg 86-88               |                                               |          | Upload foto                   |
| 530207.9       | Vrijstaand pand                   | Willemstad | Scharloo / SW | Scharlooweg 9                   |                                               |          | Upload foto                   |
| 530207.96      | Vrijstaand pand                   | Willemstad | Scharloo / SO | Scharlooweg 96                  |                                               |          | Upload foto                   |
| 530207.98      | Vrijstaand pand                   | Willemstad | Scharloo / SO | Scharlooweg 98                  |                                               |          | Upload foto                   |
| 530209.11      | Vrijstaand pand                   | Willemstad | Scharloo / SO | A.M.Chumaceiro Bulevar 11       |                                               |          | Upload foto                   |
| 530209.13      | 'Pachi di Sola'                   | Willemstad | Scharloo / SO | A.M.Chumaceiro Bulevar 13       |                                               |          | Upload foto                   |
| 530219.13-19   | Half-vrijstaande panden           | Willemstad | Scharloo / SW | Koningin Wilhelminastraat 13-19 |                                               |          | Upload foto                   |
| 530302.15A-17  |                                   | Willemstad | Scharloo / SW | Bargestraat 15 A -17            |                                               |          | Upload foto                   |
| 530302.21-27   |                                   | Willemstad | Scharloo / SW | Bargestraat 21-27               |                                               |          | Upload foto                   |
| 530302.29-49   |                                   | Willemstad | Scharloo / SW | Bargestraat 29-49               |                                               |          | Upload foto                   |
| 530302.3-3A    | Half-vrijstaande panden           | Willemstad | Scharloo / SW | Bargestraat 3-3A                |                                               |          | Upload foto                   |
| 530302.53      |                                   | Willemstad | Scharloo / SW | Bargestraat 53                  |                                               |          | Upload foto                   |
| 530302.57      | Mansion 'Obra di Man'             | Willemstad | Scharloo / SW | Bargestraat 57                  |                                               |          | Upload foto                   |
| 530305.34-36   | Vrijstaande panden                | Willemstad | Scharloo / SW | Bargestraat 34-36               |                                               |          | Upload foto                   |
| 530305.38-40   | Vrijstaande panden                | Willemstad | Scharloo / SW | Bargestraat 38-40               |                                               |          | Upload foto                   |
| 530305.48-50   | Vrijstaande panden                | Willemstad | Scharloo / SW | Bargestraat 48-50               |                                               |          | Upload foto                   |
| 530305.52-54   | Vrijstaande panden                | Willemstad | Scharloo / SW | Bargestraat 52-54               |                                               |          | Upload foto                   |
| 530404.75      | Voormalige 'Club De Gezelligheid' | Willemstad | Scharloo / SO | Scharlooweg 75                  |                                               |          | Upload foto                   |
| 530404.77      | 'Kas di Bolo'                     | Willemstad | Scharloo / SO | Scharlooweg 77                  |                                               |          | Meer afbeeldingen Upload foto |
| 530404.79      | Vrijstaand pand                   | Willemstad | Scharloo / SO | Scharlooweg 79                  |                                               |          | Upload foto                   |
| 530404.81      | Vrijstaand pand                   | Willemstad | Scharloo / SO | Scharlooweg 81                  |                                               |          | Upload foto                   |
| 540305         | Fort Nassau                       | Willemstad | Scharloo      |                                 | 12° 6' 55" NB, 68° 55' 37" WL Object op kaart |          | Meer afbeeldingen Upload foto |

## Bron
- Monuments of Curaçao